# Sophie Fastenau
Sophie Catharine Dorothea Fastenau (* 17. Mai 1872 in Leer (Ostfriesland); † 28. Juli 1949 ebenda) war eine deutsche Lehrerin und Schriftstellerin. Bekannt wurde sie vor allem durch das von ihr verfasste Werk „Eiland der Bedrängten. Nach einer alten Pfarrchronik der Insel Juist“, das als wichtiger Beitrag zu Literatur Ostfrieslands gilt.

## Leben

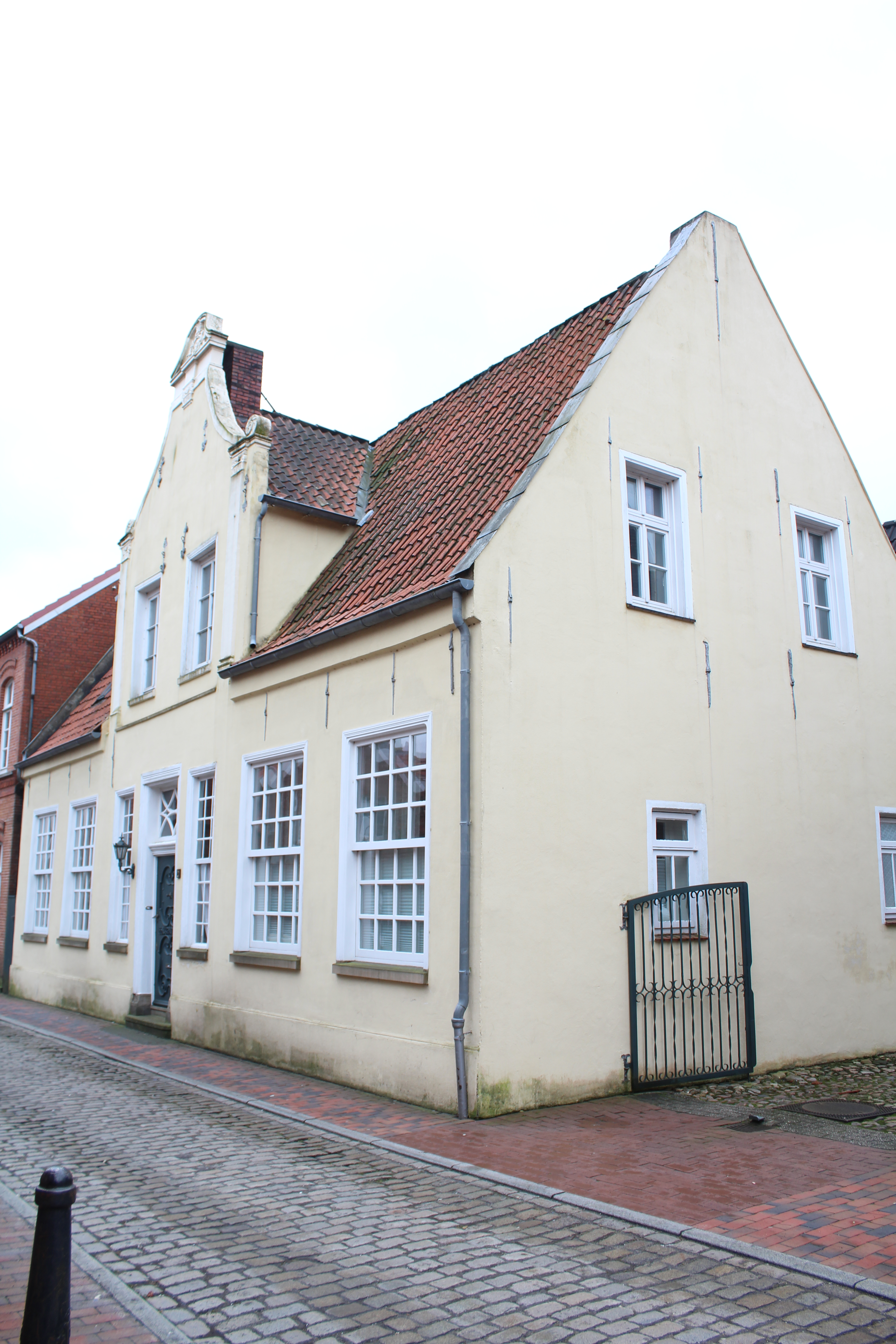
Das Haus an der Kirchstraße 21, in dem Sophie aufwuchs.

Sophie war das vierte von sechs Kindern des wohlhabenden Kaufmanns und belgischen Konsuls Reinhard Thomas Carl Fastenau. Sie wuchs in Leer an der Kirchstraße auf, wo ihr Vater 1881 ein Haus in unmittelbarer Nähe zu seiner vorherigen Wohnung ein Wohnhaus erwarb. Ihre Schulbildung erhielt sie an der Höhere Töchterschule, dem heutigen Teletta-Groß-Gymnasium Leer. Ihre Ausbildung absolvierte sie im angeschlossenen dreijährigen Lehrerinnenseminar in Leer. Danach arbeitete sie während des Ersten Weltkrieges als Lehrerin im Staatsdienst. Ab 1913 war sie Mitglied der Gesellschaft für bildende Kunst und vaterländische Altertümer zu Emden. Im Zuge der Deutschen Inflation 1914 bis 1923 betrieb sie gemeinsam mit ihren Schwestern ab 1923 im elterlichen Haus eine Privatschule für Mädchen. Diese musste sie in der Zeit des Nationalsozialismus schließen. Danach gab sie bis zu ihrem Tod am 28. Juli 1949 privaten Nachhilfeunterricht.

## Veröffentlichungen
Sophie Fastenau veröffentlichte eine Reihe heimatkundlicher und genealogischer Aufsätze. Als ihr wichtigstes Werk und Beitrag zur Literatur Ostfrieslands gilt das „Eiland der Bedrängten. Nach einer alten Pfarrchronik der Insel Juist“. Darin zeichnet die Autorin ein „eindrucksvolles, bedrückendes Bild der napoleonischen Zeit, zwischen 1805 und 1817, auf der Insel Juist.“ Das 116-seitige Buch erschien erstmals 1935 im Türmer Verlag. Ein Jahr später erschien die zweite Auflage. 1979 kam es in einem unveränderten Nachdruck heraus.
- Aus dem Leben einer ostfriesischen Fehnkolonie In: Hannoverland 6, 1912, S. 14–17, 56–61
- Ein dunkles Blatt in der Geschichte der Nordseeinsel Juist (1811) In: Hannoverland 7, 1913, S. 181–182
- Zur Gründungsgeschichte des Rhauderfehns. In: Upstalsboomblätter 2, 1913, S. 71–82
- Der Bildungsgang eines ostfriesischen Theologen vor 100 Jahren. In: Upstalsboomblätter 4, 1914, S. 15–21
- Das Reisen durch Hannoverland vor 100 Jahren. In: Hannoverland 9, 1915, S. 46–48, 63–65;
- Zwei Briefe aus der Franzosenzeit in Ostfriesland. In: Upstalsboomblätter 5, 1916, S. 108–112
- Bilder aus Rhauderfehns Vergangenheit. Rhauderfehn 1919 (Digitalisat)
- Das Eiland der Bedrängten. Berlin o. J. [1935] (2. Aufl. Berlin 1936, 3. Aufl. Leer 1979).